# Хакан Шукур
Хакан Шукур (тур. Hakan Şükür; Адапазари, 1. септембар 1971) бивши је турски фудбалер. Играо је на позицији нападача.

## Биографија
Шукур је започео своју фудбалску каријеру у локалном клубу Сакаријаспор где је дебитовао 1988. године. Две године касније преселио се у Бурсаспор где је сјајним партијама догурао до репрезентације за коју је дебитовао у марту 1992. године на пријатељском дуелу против Луксембурга. На поменутом мечу Шукур је постигао свој први погодак у репрезентативном дресу чиме је скренуо пажњу свих водећих турских менаџера тако да већ на лето 1992. године прелази у Галатасарај.
За Галату је у преиоду од 1992 до 2000. године (с изузетком 1995. године када је на кратко носио дрес Торина) одиграо 156 мечева на којима је постигао 108 голова. Клубу је помогао да освоји шест титула првака државе и четири Купа, као и Куп УЕФА у сезони 1999/00, што је и једини европски трофеј у историји турског фудбала.
Након Галатасараја од 2000. до 2003. године је са променљивим успехом играо за Интер, Парму и Блекбурн роверс, да би се на крају поново вратио у Галатасарај. Иако, ветеран (тада је имао 32 године) Шукур је приказао изузетну форму и помогао Галатасарају да дође до још две титуле и још једног Купа.
Са репрезентацијом Турске учествовао је на два европска и једном светском првенству које је 2002. године одржано у Јапану и Јужној Кореји. На том Мундијалу Турска је остварила историјски успех освајањем трећег места а Шукур је на том првенству посто власник титуле најбржег стрелца у историји Светских првенстава јер је на утакмици за треће место против Јужне Кореје затресао мрежу већ након 10,8 секунди игре.

## Трофеји

### Галатасарај
- Првенство Турске (8) : 1992/93, 1993/94, 1996/97, 1997/98, 1998/99, 1999/00, 2005/06, 2007/08.
- Куп Турске (5) : 1992/93, 1995/96, 1998/99, 1999/00, 2004/05,
- Суперкуп Турске (2) : 1993, 1997.
- Куп УЕФА (1) : 1999/00.